# Province d'Essaouira
La province d'Essaouira est une subdivision à dominante rurale de la région marocaine de Marrakech-Safi. Son chef-lieu est Essaouira.

## Géographie
La province d'Essaouira  est située au sud-ouest de la région de Marrakech-Safi. Elle couvre une superficie de 6 335 km².

## Administration et politique

### Découpage territorial
Selon la liste des cercles, des caïdats et des communes de 2008, telle que modifiée en 2010 :
- la province d'Essaouira est composée de 57 communes, dont 5 communes urbaines (ou municipalités) : Essaouira, le chef-lieu, El Hanchane, Talmest, Aït Daoud et Tamanar ;
- les 52 communes rurales restantes sont rattachées à 10 caïdats, eux-mêmes rattachés à 2 cercles :
  - cercle d'Essaouira :
    - caïdat de Chadma Chamalia : Mzilate, Sidi M'Hamed Ou Marzouq, M'Ramer, Sidi Boulaâlam, Sidi Aïssa Regragui, , Ouled M'Rabet, Tafetachte, Mejji, Kechoula, Meskala, Mouarid et Korimate,
    - caïdat de Chadma Janoubia : Had dra , Takate , Douar el faida
    - caïdat d'El Hanchane : Lahsinate, Aït Saïd et Lagdadra,
    - caïdat d'Ounagha : Ounagha,
    - caïdat d'Aquermoud : Moulay Bouzarqtoune, Aquermoud, Sidi Ishaq et Sidi Ali El Korati,
    - caïdat de Ragraga : Zaouïat Ben Hmida, M'Khalif, Sidi AbdelJalil et Sidi Laâroussi ;

  - cercle de Tamanar :
    - caïdat de Tament : Adaghas, Assaïs, Bouzemmour et Aglif,
    - caïdat de Bizdad : Takoucht, Sidi Ghanem, Ezzaouïte, Tahelouante et Bizdad,
    - caïdat de Smimou : Sidi Kaouki, Aguerd, Sidi H'Mad Ou Hamed, Tidzi, Sidi El Jazouli, Imi-N'Tlit, Smimou, Tafedna, Sidi Ahmed Essayeh et Ida Ou Aâzza,
    - caïdat d'Argane : Timizguida Ouftas, Aït Aïssi Ihahane, Ida Ou Kazzou, Ida Ou Guelloul, Sidi Hmad ou M'Barek, Imgrade et Targante ;

## Économie

### Tourisme

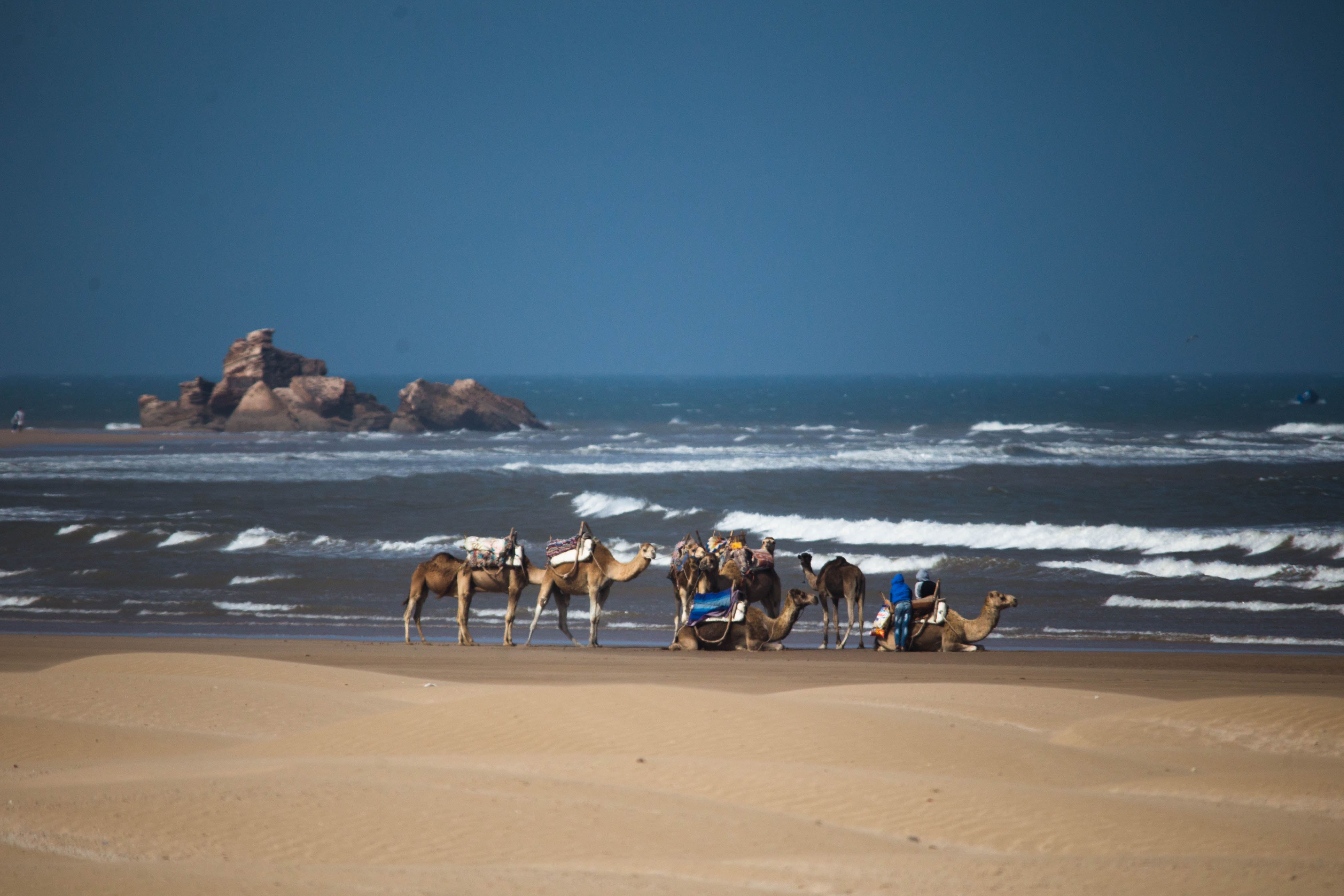
Promenade à dos de dromadaire sur la plage.

1La province d'Essaouira dispose d'un fort potentiel touristique grâce notamment à ses atouts naturels, historiques et culturels. Elle est donc devenue avec son chef-lieu, Essaouira, une grande destination touristique. La médina d'Essaouira inscrite au patrimoine de l’UNESCO depuis 2001, l’île de Mogador, le port d'Essaouira datant du XVIIIe siècle et ses plages permettant la pratique des sports nautiques font de la province, une destination touristique de qualité.
La ville d'Essaouira accueille chaque année le festival de la musique Gnaoua faisant venir tous les touristes des environs. C'est ainsi qu'en 2008, plus de 165 000 touristes ont visité la ville d'Essaouira. En 2013, le nombre de touristes s'est élevé à près de 180 000 touristes, tandis que les nuitées réalisées dans les établissements classés étaient de 472 000.

### Ressources naturelles

#### Pêche
Grâce à ses 152 km de côtes, la province dispose d'un important potentiel de pêche puisque huit sites de pêche artisanale s'y trouvent. Le port d'Essaouira qui génère 8 huit tonnes de produits de pêche soit 8 % de la production de la côte atlantique, a une superficie totale d'1,2 hectare.